# 塔皮拉伊
塔皮拉伊是巴西圣保罗州的一个市镇。总面积755.293平方公里，总人口10666人，人口密度14.1人/平方公里。